# Gosford Park
Gosford Park è un film del 2001 diretto da Robert Altman e interpretato da Maggie Smith e Michael Gambon.

## Trama
Nel novembre del 1932, Sir William McCordle, sua moglie, Lady Sylvia, e sua figlia, Isobel, organizzano un weekend di caccia nella loro residenza di campagna, Gosford Park. Tra i convenuti figurano le due sorelle di Lady Sylvia, Louisa e Lavinia, coi rispettivi mariti, Lord Raymond Stockbridge e il Comandante Anthony Meredith, la zia Constance, Contessa di Trentham, e l'attore Ivor Novello, cugino di Sir William. Oltre a loro sono invitati anche: il regista americano Morris Weissman, amico di Ivor, l'On. Freddie Nesbitt con la moglie Mabel, il pretendente di Isobel, Lord Rupert Standish, e il suo amico Jeremy Blond.
Molti dei convenuti sono accompagnati da valletti e cameriere, per essere assistiti durante la loro permanenza. Coordinati da Mrs. Wilson, la governante, e dal maggiordomo Jennings, tutti vengono smistati nelle loro stanze e ribattezzati col nome dei loro padroni, per evitare confusioni. La nuova cameriera della Contessa, Mary Maceachran, lega con la domestica Elsie, amante di Sir William, mentre Robert Parks, valletto di Lord Stockbridge, cresciuto in orfanotrofio, viene notato da Mrs. Wilson. Henry Denton, valletto e amante di Weissman, invece, si mostra da subito curioso e invadente.
Nel corso del tè pomeridiano e della cena vengono presto alla luce i rapporti, le bassezze e le miserie che legano i vari ospiti. L'affiatamento tra Sir William e la cognata Louisa, maggiore di quello con Lady Sylvia, infedele e più affine a Raymond. Il ricatto subito da Isobel da parte di Freddie, desideroso di un lavoro in cambio del silenzio su una loro precedente relazione. L'insoddisfazione della zia Constance per la rendita concessale dal nipote. La situazione finanziaria dei Meredith, vincolata alla riuscita di un affare tra Anthony e William. La frustrazione di Mabel, vessata dal marito per le origini borghesi e la mancanza di stile. Il mero interesse economico di Rupert nei confronti di Isobel.
Il giorno seguente, nel corso della battuta di caccia, un proiettile vagante sfiora l'orecchio di Sir William ma il responsabile non viene identificato. Visibilmente irritato, il padrone di casa comunica a Anthony il suo ritiro dall’affare, segnando il destino finanziario dei Meredith. Allo stesso tempo, minaccia la zia Constance di revocarle la rendita. Durante la cena, Lady Sylvia provoca intenzionalmente il marito, accusandolo di essere stato un profittatore di guerra. Ciò spinge la cameriera Elsie a prendere le difese di Sir William, rivelando a tutti la loro relazione e rompendo la rigida barriera che separa i convitati e la servitù. Nell'imbarazzo generale, Elsie, conscia di aver appena perso il lavoro, lascia la sala da pranzo. Anche Sir William abbandona stizzito la cena, ritirandosi in biblioteca. Qualche ora dopo, Louisa rinviene il cadavere di Sir William, apparentemente pugnalato.
Le indagini sono affidate all'ispettore Thompson che scopre presto che quello arrivato con Morris non è un valletto ma un attore, convocato per imparare da vicino le usanze britanniche. Mentre l'ispettore continua le indagini, Mary, la cameriera di Constance, scopre che sir William era il padre di Robert, valletto di Raymond. William, possessore di molte fabbriche, ne approfittava per avere rapporti con le sue operaie, i cui figli poi prendevano strade diverse, spesso negli orfanotrofi. La signora Wilson è quindi sorella della signora Croft, la mamma di Robert ed è anche colei che ha avvelenato sir William per proteggere il figlio per paura che diventasse lui l'omicida: in tal caso sarebbe stato solo colpevole di vilipendio di cadavere. L'ispettore tuttavia non individua il colpevole così gli ospiti possono tornare alle loro dimore.

## Riconoscimenti
- 2002 – Premio Oscar
  - Miglior sceneggiatura originale a Julian Fellowes
  - Candidatura al miglior film a Robert Altman, Bob Balaban e David Levy
  - Candidatura al miglior regista a Robert Altman
  - Candidatura alla miglior attrice non protagonista a Helen Mirren
  - Candidatura alla miglior attrice non protagonista a Maggie Smith
  - Candidatura alla miglior scenografia a Stephen Altman e Anna Pinnock
  - Candidatura ai migliori costumi a Jenny Beavan

- 2002 – Golden Globe
  - Miglior regista a Robert Altman
  - Candidatura al miglior film commedia o musicale
  - Candidatura alla miglior attrice non protagonista a Helen Mirren
  - Candidatura alla miglior attrice non protagonista a Maggie Smith
  - Candidatura alla miglior sceneggiatura a Julian Fellowes

- 2002 – BAFTA
  - Miglior film britannico a Robert Altman, Bob Balaban e David Levy
  - Migliori costumi a Jenny Beavan
  - Candidatura alla migliore regia a Robert Altman
  - Candidatura alla miglior attrice non protagonista a Maggie Smith
  - Candidatura alla miglior attrice non protagonista a Helen Mirren
  - Candidatura alla migliore sceneggiatura originale a Julian Fellowes
  - Candidatura alla migliore scenografia a Stephen Altman e Anna Pinnock
  - Candidatura al miglior trucco a Sallie Jaye e Jan Archibald
- 2002 - Broadcast Film Critics Association Award
  - Miglior cast
- 2002 - Chicago Film Critics Association Award
  - Candidatura alla migliore regia a Robert Altman
  - Candidatura alla migliore sceneggiatura originale a Julian Fellowes
  - Candidatura alla miglior attrice non protagonista a Maggie Smith
  - Candidatura alla miglior attrice non protagonista a Helen Mirren
- 2001 - Los Angeles Film Critics Association Award
  - Candidatura alla miglior attrice non protagonista a Helen Mirren
- 2001 - New York Film Critics Circle Award
  - Migliore regia a Robert Altman
  - Migliore sceneggiatura a Julian Fellowes
  - Miglior attrice non protagonista a Helen Mirren
- 2002 - Kansas City Film Critics Circle Award
  - Miglior attrice non protagonista a Maggie Smith
- 2002 - Nastro d'argento
  - Migliore regia a Robert Altman
- 2003 - Premio César
  - Candidatura al miglior film straniero a Robert Altman
- 2003 - Premio Goya
  - Candidatura al miglior film europeo a Robert Altman
- 2002 - Satellite Award
  - Miglior cast
  - Miglior attrice non protagonista a Maggie Smith
  - Candidatura al miglior film commedia o musicale
  - Candidatura alla migliore scenografia a Stephen Altman e Anna Pinnock
  - Candidatura alla miglior attrice non protagonista a Helen Mirren
  - Candidatura alla miglior attrice non protagonista a Emily Watson
- 2002 - Screen Actors Guild Award
  - Miglior cast
  - Miglior attrice non protagonista a Helen Mirren